# Norfolkia
Norfolkia is een geslacht van straalvinnige vissen uit de familie van de drievinslijmvissen (Tripterygiidae).

## Soorten
- Norfolkia brachylepis (Schultz, 1960)
- Norfolkia leeuwin Fricke, 1994
- Norfolkia squamiceps (McCulloch & Waite, 1916)
- Norfolkia thomasi Whitley, 1964